# Станчу, Даниэла
Даниэла Станчу (рум. Daniela Stanciu; род. 15 октября 1987, Буфтя, Бухарест) — румынская легкоатлетка, специалистка по прыжкам в высоту. Выступает на профессиональном уровне с 2005 года, чемпионка Балкан, многократная чемпионка Румынии, участница двух летних Олимпийских игр.

## Биография
Даниэла Станчу родилась 15 октября 1987 года в городе Буфтя, жудец Илфов. Занималась лёгкой атлетикой в Бухаресте, проходила подготовку в столичном клубе «Стяуа».
Выступала на крупных соревнованиях национального уровня начиная с 2005 года, неоднократно становилась призёркой юниорских национальных первенств.
Впервые заявила о себе на международном уровне в сезоне 2009 года, когда в составе румынской сборной стала пятой на зимнем чемпионате Балкан в Пирее, прыгала в высоту на молодёжном европейском первенстве в Каунасе.
В 2011 году выиграла серебряную медаль на чемпионате Балкан в Сливене, одержала победу на чемпионате Балкан в Бухаресте.
В 2013 году получила серебро на зимнем чемпионате Балкан в Стамбуле, соревновалась на чемпионате Европы в помещении в Гётеборге.
В 2014 году среди прочего стала восьмой на чемпионате Европы в Цюрихе.
В 2015 году отметилась выступлением на чемпионате Европы в помещении в Праге, в финал не вышла.
Квалифицировалась на Олимпийские игры 2016 года в Рио-де-Жанейро, однако была уличена в нарушении антидопинговых правил и отстранена от участия в соревнованиях. Проба спортсменки показала наличие мельдония, в том же году внесённого в список запрещённых веществ.
По окончании срока дисквалификации Станчу возобновила спортивную карьеру. Так, в 2018 году она прыгала в высоту на чемпионате Европы в Берлине.
В 2019 году заняла 11-е место на чемпионате Европы в помещении в Глазго, выступила на чемпионате мира в Дохе, была четвёртой на Всемирных военных играх в Ухане. На чемпионате Румынии в Питешти превзошла всех соперниц, установив при этом свой личный рекорд — 1,96 метра.
В 2020 году победила на чемпионате Балкан в Клуж-Напоке.
В 2021 году стала пятой на чемпионате Европы в помещении в Торуне. Выполнив олимпийский квалификационный норматив (1,96), удостоилась права защищать честь страны на летних Олимпийских играх в Токио — в ходе предварительного квалификационного этапа взяла высоту в 1,90 метра, чего оказалось недостаточно для выхода в финал.
В 2022 году одержала победу на чемпионате Балкан в Крайове, закрыла десятку сильнейших чемпионата мира в Орегоне, участвовала в чемпионате Европы в Мюнхене.
В 2023 году завоевала серебряную награду на Европейских играх в Кракове, показала седьмой результат на чемпионате Европы в помещении в Стамбуле, соревновалась на чемпионате мира в Будапеште, была лучшей на чемпионате Балкан в Кралево.
В 2024 году на чемпионате мира в помещении в Глазго провалила все три свои попытки в прыжках в высоту, не показав никакого результата. На Олимпийских играх в Париже с результатом 1,88 в финал не вышла.